# ラレイン・ニューマン
ラレイン・ニューマン（Laraine Newman、1952年3月2日 - ）は、アメリカ合衆国の女優、コメディエンヌ、声優。

## 来歴
ロサンゼルス出身。ユダヤ系アメリカ人。
パリに渡り、マルセル・マルソーの下でパントマイムを学ぶ。1975年から1980年までコメディ・バラエティ番組『サタデー・ナイト・ライブ』にレギュラー出演して人気を博した。女優のほか声優としても活動している。
2017年にテレビジョン・アカデミーの殿堂入りした。

## 主な出演作品

### 映画
- ドムドム・ビジョン Tunnel Vision (1976)
- アメリカン・ホット・ワックス アラン・フリード物語 American Hot Wax (1978)
- ダドリー・ムーアのモーゼの気分で Wholly Moses! (1980)
- スターダスト・メモリー Stardust Memories (1980) クレジットなし
- パーフェクト Perfect (1985)
- スペースインベーダー Invaders from Mars (1986)
- プロブレム・チャイルド2 Problem Child 2 (1991)
- コーンヘッズ Coneheads (1993)
- 悪魔のドアの向う側 Witchboard 2: The Devil's Doorway (1993)
- レッドバロンの逆襲 Revenge of the Red Baron (1994)
- フリントストーン/モダン石器時代 The Flintstones (1994)
- ジングル・オール・ザ・ウェイ Jingle All the Way (1996)
- トイ・ソルジャー'97 Demolition University (1997) オリジナルビデオ
- ラスベガスをやっつけろ Fear and Loathing in Las Vegas (1998)
- TABOO タブー I'm Losing You (1998)
- ラスティ! Rusty: A Dog's Tale (1998)
- トータル・フィアーズ The Sum of All Fears (2002) クレジットなし
- 遅咲きのボク The Late Bloomer (2016)

### テレビドラマ
- サタデー・ナイト・ライブ Saturday Night Live (1975-1980)
- ラバーン&シャーリー Laverne & Shirley (1982)
- セント・エルスウェア St. Elsewhere (1982)

### 声優

#### 映画
- セサミストリート ザ・ムービー/おうちに帰ろう、ビッグバード! Sesame Street Presents: Follow that Bird (1985)
- 紅の豚 (1992) ※英語版
- 美女と野獣 ベルの素敵なプレゼント Beauty and the Beast: The Enchanted Christmas (1997) クレジットなし
- ファンタジア2000 Fantasia 2000 (1999) クレジットなし
- モンスターズ・インク Monsters, Inc. (2001) 追加アテレコ
- ジミー・ニュートロン 僕は天才発明家! Jimmy Neutron: Boy Genius (2001)
- ワイルド・ソーンベリーズ ムービー The Wild Thornberrys Movie (2002) クレジットなし
- シャーロットのおくりもの ウィルバーの大ぼうけん Charlotte's Web 2: Wilbur's Great Adventure (2003) オリジナルビデオ
- カーズ Cars (2006)
- アイス・エイジ2 Ice Age: The Meltdown (2006) 追加アテレコ
- ライアンを探せ! The Wild (2006)
- バーンヤード/モーモー牧場は大騒ぎ!? Barnyard (2006)
- サーフズ・アップ Surf's Up (2007) 追加アテレコ
- ホートン/ふしぎな世界のダレダーレ Horton Hears a Who! (2008)
- ウォーリー WALL-E (2008)
- 崖の上のポニョ (2008) ※英語版
- カールじいさんの空飛ぶ家 Up (2009)
- くもりときどきミートボール Cloudy with a Chance of Meatballs (2009) 追加アテレコ
- トイ・ストーリー3 Toy Story 3 (2010) 追加アテレコ
- 塔の上のラプンツェル Tangled (2010) 追加アテレコ
- トムとジェリー オズの魔法使 Tom and Jerry and the Wizard of Oz (2011) オリジナルビデオ
- BEAVIS AND BUTT-HEAD Beavis and Butt-Head (2011) オリジナルビデオ
- ロラックスおじさんの秘密の種 Dr. Seuss' The Lorax (2012) 追加アテレコ
- スーパーマン VS. エリート Superman vs. The Elite (2012) オリジナルビデオ
- シュガー・ラッシュ Wreck-It Ralph (2012) 追加アテレコ
- モンスターズ・ユニバーシティ Monsters University (2013) 追加アテレコ
- 怪盗グルーのミニオン危機一発 Despicable Me 2 (2013) 追加アテレコ
- ボックストロール The Boxtrolls (2014)
- インサイド・ヘッド Inside Out (2015) 追加アテレコ
- ミニオンズ Minions (2015) 追加アテレコ
- ペット The Secret Life of Pets (2016) 追加アテレコ
- トムとジェリー すくえ!魔法の国オズ Tom and Jerry: Back to Oz (2016) オリジナルビデオ
- SING/シング Sing (2016)
- 怪盗グルーのミニオン大脱走 Despicable Me 3 (2017) 追加アテレコ
- 絵文字の国のジーン The Emoji Movie (2017) 追加アテレコ
- ナッツジョブ リバティパーク奪還作戦!! The Nut Job 2: Nutty by Nature (2017)
- グリンチ The Grinch (2018) 追加アテレコ
- ピクサー・ショート・フィルム Vol.3 Pixar Short Films Collection 3 (2018)
- ペット2 The Secret Life of Pets 2 (2019) 追加アテレコ

#### テレビアニメ
- プロブレム・チャイルド Problem Child (1993-1994)
- シルベスター&トゥイーティー ミステリー The Sylvester and Tweety Mysteries (1995-1998)
- スーパーマン Superman: the Animated Series (1998)
- ヘイ・アーノルド! Hey Arnold! (1998)
- キャットドッグ CatDog (1998-2003)
- ジンジャーの青春日記 As Told by Ginger (2000-2016)
- Hello!オズワルド Oswald (2001-2003)
- Oops!フェアリー・ペアレンツ The Fairly OddParents (2001-2011)
- ワイルド・ソーンベリーズ The Wild Thornberrys (2003)
- ラグラッツ・ザ・ティーンズ All Grown Up! (2003-2005)
- アニマル天国は今日も晴れ Father of the Pride (2004)
- ダニー・ファントム Danny Phantom (2004-2006)
- カーズトゥーン メーターの世界つくり話 Mater's Tall Tales (2009-2010)
- スポンジ・ボブ SpongeBob SquarePants (2010-2018)
- ガーフィールド・ショー The Garfield Show (2011-2012)
- Winx Club Winx Club (2011-2013)
- モーターシティ Motorcity (2012)
- ドックはおもちゃドクター Doc McStuffins (2012-2020)
- 長ぐつをはいたネコ: おとぎ話から脱出せよ! The Adventures of Puss in Boots (2015-2018)
- マイロ・マーフィーの法則 Milo Murphy's Law (2016-2017)
- ちいさなプリンセス ソフィア Sofia the First (2016-2017)
- トロールハンターズ Trollhunters (2016-2018)
- Talking Tom and Friends Talking Tom and Friends (2017-2020)
- バンピリーナとバンパイア家族 Vampirina (2017-2021)
- アメリカン・ダッド American Dad! (2017-2021)
- ブレイベスト・ウォリアーズ Bravest Warriors (2018)
- ぼくらのスーパーヒーロー・パンツマン The Epic Tales of Captain Underpants (2018-2019)
- ミッシング・スリー: アルカディア物語 3Below: Tales of Arcadia (2018-2019)
- サマーキャンプ・アイランド Summer Camp Island (2019-2021)
- リドリー・ジョーンズの冒険 Ridley Jones (2021)

#### ビデオゲーム
- True Crime: New York City True Crime: New York City (2005)
- スパイダーマン3 Spider-Man 3 (2007)
- Neverwinter Nights 2: Mask of the Betrayer (2007)
- Bee Movie Game (2007)
- Dota 2 (2013)
- ライトニング リターンズ ファイナルファンタジーXIII Lightning Returns: Final Fantasy XIII (2013)